# 洛基·柯拉維托的詛咒
洛基·柯拉維托的詛咒是一個美國職棒大聯盟的現象：自從克里夫蘭印地安人(現名守護者)在1960年以右外野手洛基·柯拉維托和底特律老虎交換哈維·金恩之後，這個大聯盟球隊就因此而始終無法贏得世界大賽、美聯冠軍，或是打進季後賽，甚至連角逐季後賽資格亦不可得。

## 由來
1960年這次交易的與眾不同之處，在於印地安人隊是以前一年轟出42發全壘打的全壘打王「巨石」(the Rock)，換來1959年以.359打擊率贏得打擊王，專打一壘安打的金恩。底特律和克里夫蘭兩地的球迷都不認同這項交易。
詛咒的說法最早是由艾克隆信號日報(Akron Beacon Journal)的體育專欄作家，曾為誠懇家日報(Cleveland Plain Dealer)報導印地安人隊的泰瑞·普拉托形諸文字的。普拉托在他1994年的著作《洛基·柯拉維托的詛咒：深情回顧三十三年低潮期》(The Curse of Rocky Colavito: A Loving Look at a 33-Year Slump)之中指出，這項由印地安人領隊法蘭克·藍恩主導，為削弱柯拉維托的人氣，阻止他的加薪要求而產生的交易，使得印地安人自1960至1993年長期陷入低潮，每年都落後第一名超過十一場。在這段日子裡，印地安人始終未能繼1954年之後再度拿下聯盟冠軍，1948年之後的第一個世界冠軍更是遙不可及。
在《洛基·柯拉維托的詛咒》以及1999年的《我們的部族》(Our Tribe)兩本書中，普拉托記下了柯拉維托交易之後降臨於印地安人隊身上的許多厄運：
- 1965年，印地安人隊從堪薩斯運動家隊將柯拉維托換了回來，但被迫在三方交易中將投手湯米‧約翰及外野手湯米‧艾吉(Tommie Agee)轉讓給芝加哥白襪隊。當時在大聯盟只拿下兩勝的約翰，之後拿下了286勝（主要是在洛杉磯道奇和紐約洋基），並且先後四次進軍世界大賽。1965年仍是潛力新秀的艾吉，則在1966年贏得美聯年度最佳新人，隨後轉檯紐約大都會隊，再以精采的攻守表現成為大都會隊贏得1969年世界冠軍的靈魂人物。

- 1964年以投手吉姆‧「泥鰍」‧葛蘭特(Jim "Mudcat" Grant)和明尼蘇達雙城隊交換李‧史坦吉(Lee Stange)和喬治‧班克斯(George Banks)。當時28歲的葛蘭特就投手而言還很年輕，業已拿下67勝；他在轉隊之後又拿下78勝，包括1965年以單季21勝帶領雙城隊贏得隊史首座聯盟冠軍。日後，他以播音員的身份重返印地安人隊。

- 投手山姆·麥克道威爾的酒精中毒問題，使他從1960年代大聯盟最頂尖的投手之一，淪為一個不可靠的投手，並且在32歲那年退出棒壇。他最終戒了酒，成為運動員酗酒問題的顧問。

- 左外野手湯尼·赫頓(Tony Horton)的心理障礙，使得這位強打者無法面對在大聯盟討生活的心理壓力。1970年球季中段，年僅25歲的他竟不告而別。他和麥克道爾一樣接受治療，並且終於康復，但始終沒有回到棒球界。

- 對投手史蒂夫·唐寧(Steve Dunning)的揠苗助長。這位1970年的選秀榜眼，剛從史丹佛大學畢業就被丟進大聯盟，完全沒有接受過小聯盟的磨練。太早被丟上火線的結果，使他在1977年帶著23勝41敗的生涯成績退出棒壇，此時年僅28歲。

- 1984年將投手瑞克·蘇特克里夫(Rick Sutcliffe)和另兩位選手換到芝加哥小熊，得到外野手喬·卡特，梅爾·霍爾(Mel Hall)以及另兩位球員。蘇特克里夫因而帶領小熊隊贏得當年的國聯東區冠軍，並且成為國聯賽揚獎得主，1989年再次帶領小熊隊打進季後賽；他在印地安人隊只投了兩年多就拿下35勝，轉隊之後又贏了114場。霍爾是優秀的打者，但表現始終不如預期，儘管卡特在印地安人隊成為大聯盟頂尖強棒，但他們在這些年裡始終沒有一個投手比得上薩克里夫。卡特後來在1989年被送到聖地牙哥教士隊，換來捕手小山迪·阿勒瑪和二壘手卡洛斯·拜耶加，這也許是印地安人隊近年來最成功的交易，因為阿洛瑪和貝爾加都在1990年代成為印地安人重振雄風的關鍵人物。教士隊隨後又將卡特換到多倫多藍鳥隊，他不但帶領藍鳥隊在世界大賽二連霸，更以一支再見全壘打贏得1993年世界冠軍。

- 1987年運動畫刊雜誌的大聯盟球季預報。在印地安人隊1986年奇蹟式的拿下86勝之後，這一期的封面人物找來了印地安人隊的強棒卡特和柯瑞‧史奈德(Cory Snyder)，標題定為「印地安人暴動」，副標則是「相信吧！印地安人是美聯最佳球隊！」結果印地安人隊在那年輸了101場，儘管有些人還是相信，帶來這場災難的是《運動畫刊》封面詛咒。

- 1993年春訓的船難，造成救援投手史蒂夫·奧林(Steve Olin)和提姆·克魯斯(Tim Crews)喪生，先發投手鮑伯·歐希達重傷。救援投手凱文·魏康德(Kevin Wickander)對於奧林之死太過悲痛，以至於在球季中被換走，表現從此走樣；因此，這次意外實際上讓印地安人隊賠上了四名投手。

在普拉托《洛基‧柯拉維托的詛咒》出版之前，對於印地安人的困境還有另外一種解釋，時間點則是1954年世界大賽之後，但比1960年柯拉維托的交易更早一點。印地安人隊在1958年開除了總教練鮑比·布拉根(Bobby Bragan)。據傳，布拉根走到克里夫蘭市立球場的投手丘上，在那兒詛咒印地安人隊再也得不到另一個冠軍。然而，布拉根始終否認這件事曾經發生過。
普拉托大作出版的那一年─1994年，印地安人隊從破舊而搖搖欲墜的市立球場，搬進了嶄新的傑克布斯球場。在八月的球員罷工提前結束球季之前，他們在新成立的美國聯盟中區只落後白襪隊一場。儘管球季中斷，但這是印地安人隊自柯拉維托為他們效力的最後一年─1959年以來，第一次真正有機會爭取季後賽資格。
印地安人隊終於在1995年奪下聯盟冠軍，普拉托也寫了續集《埋葬詛咒》(Burying the Curse)。印地安人也贏得1997年的美聯冠軍，但在兩次世界大賽都飲恨落敗。他們在1995年世界大賽普遍被看好，但最終輸給亞特蘭大勇士隊；1997年，他們在第七戰九局下半一出局時仍以2:1領先佛羅里達馬林魚隊，但救援投手荷西‧梅薩無法解決最後兩名打者，讓馬林魚隊追平比數，並在十一局下獲得最後勝利。
印地安人隊也有幾次贏得中區第一，卻拿不到美聯冠軍：1996年（分區系列戰輸給金鶯隊）、1998年（美聯冠軍戰輸給洋基隊，即使第四戰前以兩勝一敗領先，並且要在主場進行四、五戰）、1999年（分區系列戰對波士頓紅襪，兩連勝後三連敗慘遭逆轉）以及2001年（分區系列戰輸給西雅圖水手）。
2005年，印地安人隊在球季最後一週仍以92勝63敗的戰績穩居外卡領先，但在球季最後七場輸掉六場，使得波士頓後來居上奪得外卡。
普拉托又為印地安人隊寫了一本隊史：《我們的部族》，在1999年出版，他在書中堅稱詛咒至今仍然生效。直到2006年球季結束，印地安人都未能在1997年世界大賽敗北之後重新贏得美聯冠軍，也仍然無法拿下1948年之後的第一座世界冠軍。這說明了洛基‧柯拉維托的詛咒如果真的存在，它仍在發揮作用。而柯拉維托的反應一如布拉根，始終不承認詛咒過球隊。
2016年美國聯盟冠軍賽，印地安人以4勝1敗打敗藍鳥闖進世界大賽。投手崔佛·鮑爾先前修復無人機弄傷小指，後來印地安人在世界大賽取得3勝1敗的情況下連輸3場比賽。最後小熊破除長達108年的山羊魔咒，而印地安人的冠軍荒仍在持續。
2017年8月24日至9月14日，印地安人拿下22連勝，最後他們以102勝60敗闖進季後賽。但他們在分區賽2勝0敗聽牌的情況下連輸3場被洋基淘汰。
2022年克里夫蘭印地安人更名為克里夫蘭守護者。